# Minardi M197
El Minardi M197 fue monoplaza con el que compitió el equipo Minardi en la temporada 1997 de Fórmula 1.

## Desarrollo
A finales de 1996, Minardi fue adquirida por un consorcio liderado por Flavio Briatore que incluía al expiloto de Minardi Alessandro Nannini y Gabriele Rumi de Fondmetal. Giancarlo Minardi conservó una participación minoritaria en el equipo que llevaba su nombre.
El M197 fue desarrollado por el ingeniero jefe de Minardi, Gabriele Tredozi, el jefe de la oficina de dibujo, Mauro Gennaro, y el jefe de aerodinámica, Mariano Alperin. El M197 se desarrolló en gran medida en el túnel de viento de Fondmetal en Ferrara, Italia. Davide Colombo también se unió al equipo de aerodinámica del F3000. Aunque el trabajo de diseño y desarrollo había comenzado a mediados de 1996, la decisión de utilizar motores Hart V8 para 1997 se tomó tarde, lo que llevó a un extenso trabajo de rediseño del coche en preparación para el primer Gran Premio.

## Resumen
Minardi lanzó el M197 el 4 de febrero de 1997. En la presentación se confirmó que los pilotos de 1997 serían Ukyō Katayama y el novato Jarno Trulli. Tarso Marques fue contratado como piloto de pruebas. En el lanzamiento, se anunció una asociación con Mild Seven.
En el primer Gran Premio en Australia, ambos pilotos se clasificaron bien, por delante de los dos Tyrrell, los dos Arrows, incluido el actual campeón del mundo Damon Hill, y los dos Lola. Katayama finalmente se retiraría de la carrera, sin embargo, Trulli terminó noveno. Trulli completaría los tres primeros Grandes Premios, mientras que su compañero de equipo más experimentado, Katayama, sufrió dos abandonos. Trulli no pudo largar el Gran Premio de San Marino debido a un fallo hidráulico.
Antes del Gran Premio de Francia de 1997, Trulli dejó Minardi para unirse al Prost Grand Prix y fue reemplazado por Marques. Ni Marques ni Katayama anotarían un punto en lo que restaba de temporada. Marques fue descalificado del Gran Premio de Austria de 1997 debido a una infracción de peso.
El equipo no logró clasificar en el Campeonato de Constructores. Se clasificaron por delante del equipo Lola, que se retiró del campeonato tras el primer Gran Premio.

## Pilotos de pruebas
El M197 fue utilizado por varios pilotos durante las sesiones de prueba. Junto a los tres pilotos de carreras Katayama, Trulli y Marques, Esteban Tuero, Tom Kristensen, Luca Badoer, Laurent Redon y Oliver Martini probaron el M197.

## Decoración
El M197 presentó un retorno al esquema de color de Minardi de negro, amarillo y blanco, utilizado de 1988 a 1992. Fondmetal fue uno de los patrocinadores principales, junto con Mild Seven (traído por el nuevo piloto Ukyō Katayama) y Roces.

## Resultados
(Clave) (negrita indica pole position) (cursiva indica vuelta rápida)

| Año     | Motor   | Neu. | N.º | Pilotos       | 1   | 2   | 3   | 4   | 5   | 6   | 7   | 8   | 9   | 10  | 11  | 12  | 13  | 14  | 15  | 16  | 17  | Puntos | Pos. |
| ------- | ------- | ---- | --- | ------------- | --- | --- | --- | --- | --- | --- | --- | --- | --- | --- | --- | --- | --- | --- | --- | --- | --- | ------ | ---- |
| 1997    | Hart V8 | B    |     |               | AUS | BRA | ARG | SMR | MON | ESP | CAN | FRA | GBR | GER | HUN | BEL | ITA | AUT | LUX | JPN | EUR | 0      | NC   |
| 1997    | Hart V8 | B    | 20  | Ukyō Katayama | Ret | 18  | Ret | 11  | 10  | Ret | Ret | 11  | Ret | Ret | 10  | 14  | Ret | 11  | Ret | Ret | 17  | 0      | NC   |
| 1997    | Hart V8 | B    | 21  | Jarno Trulli  | 9   | 12  | 9   | DNS | Ret | 15  | Ret |     |     |     |     |     |     |     |     |     |     | 0      | NC   |
| 1997    | Hart V8 | B    | 21  | Tarso Marques |     |     |     |     |     |     |     | Ret | 10  | Ret | 12  | Ret | 14  | EX  | Ret | Ret | 15  | 0      | NC   |
| Fuente: |         |      |     |               |     |     |     |     |     |     |     |     |     |     |     |     |     |     |     |     |     |        |      |